# Linea 7 (metropolitana di Seul)
La linea 7 (서울 지하철 7호선 - 서울 地下鐵 7號線, Seoul jihacheol chil'hoseon) della metropolitana di Seul è stata inaugurata nel 1996, ma le maggiori estensioni fino a Sinpung sono state terminate nel 2000. La parte nord-sud della linea non tocca il centro di Seul, ma collega il quartiere di Gangnam con la periferia nord della città.
Il 27 ottobre 2012 ha aperto un'estensione di 9 nuove stazioni nella parte ovest, collegando la linea alla linea 1 della metropolitana di Incheon alleviando la congestione del traffico in questa zona della città. L'intersezione avviene nella stazione del municipio di Bupyeong-gu.

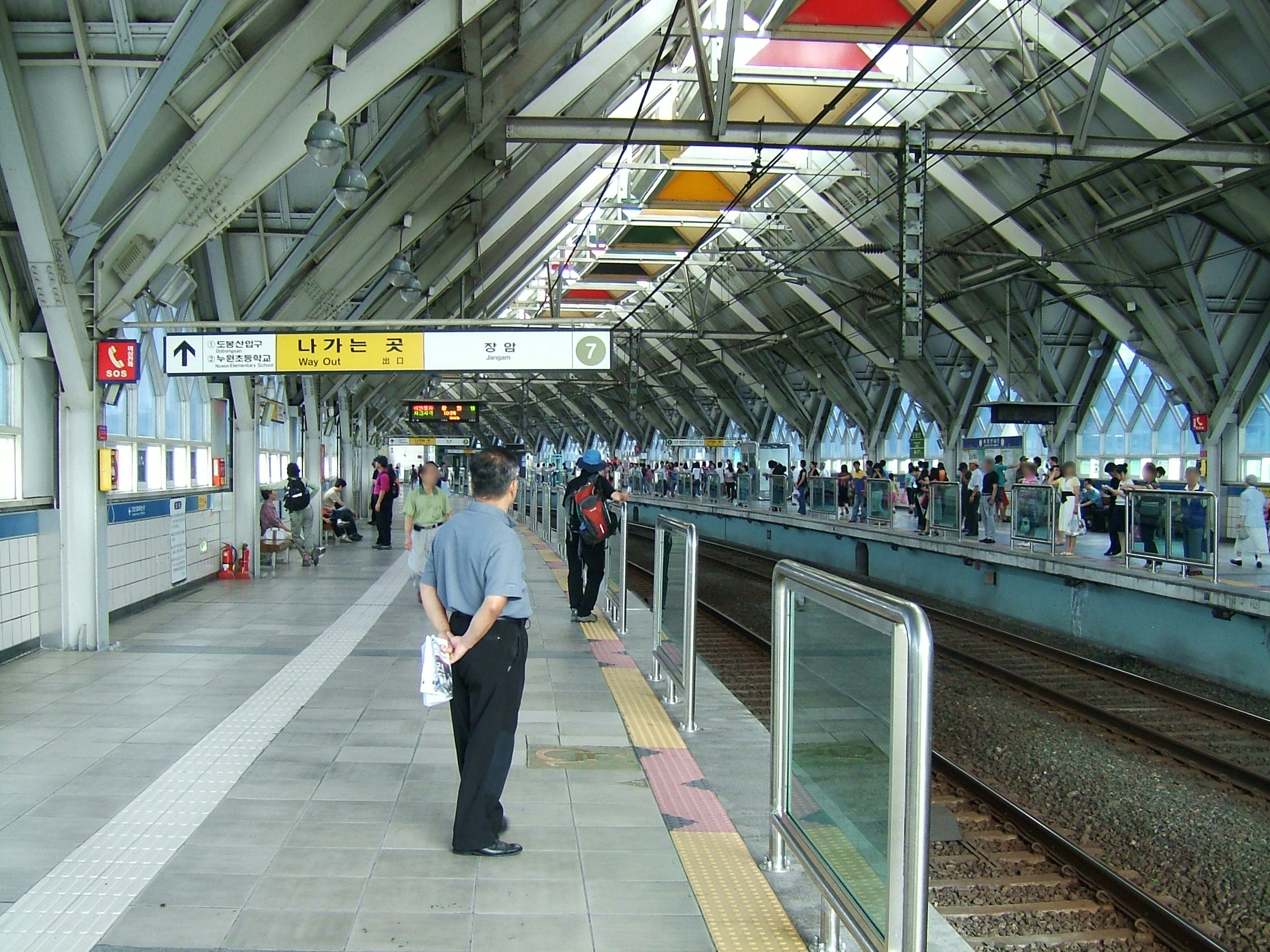
La stazione di Dobongsan

## Progetti di espansione
La linea 7 è in fase di estensione a ovest della stazione di Bupyeong-gu Office, a Incheon. Il prolungamento prevede la realizzazione di due stazioni su un tracciato di 3,94 km fino a Seongnam, i cui lavori sono iniziati nel 2013 per essere completati nell'aprile 2021. L'estensione consentirà i trasferimenti alla linea 2 della metropolitana di Incheon. Un'ulteriore estensione di sei stazioni alla stazione di Cheongna International City è in progetto, ma non sarà inaugurata del 2027; l'estensione consentirà il collegamento con la linea AREX. È inoltre in fase di progettazione anche un'ulteriore estensione di due stazioni fino alla stazione di Geomdan Oryu, a Incheon.
Per quanto riguarda il quadrante nord-est della linea, a nord di Jangam, si prevede di estendere il percorso fino a Uijeongbu e Pocheon in due fasi. La prima fase, la cui costruzione è iniziata alla fine del 2019 e dovrebbe concludersi nel 2024, e comprenderà due stazioni, una delle quali sarà la stazione Tapseok, che fornirà trasferimenti alla metropolitana leggera di Uijeongbu. La seconda fase, ancora in fase di progettazione, prevede quattro o cinque stazioni aggiuntive.

## Stazioni
| Codice | Stazione              | Hangul         | Hanja          | Collegamenti                            | Posizione   | Posizione       |
| ------ | --------------------- | -------------- | -------------- | --------------------------------------- | ----------- | --------------- |
| 709    | Jangam                | 장암           | 長岩           |                                         | Gyeonggi-do | Uijeongbu       |
| 710    | Dobongsan             | 도봉산         | 道峰山         | Linea 1                                 | Seul        | Dobong-gu       |
| 711    | Suraksan              | 수락산         | 水落山         |                                         | Seul        | Nowon-gu        |
| 712    | Madeul                | 마들           | 마들           |                                         | Seul        | Nowon-gu        |
| 713    | Nowon                 | 노원           | 蘆原           | Linea 4                                 | Seul        | Nowon-gu        |
| 714    | Junggye               | 중계           | 中溪           |                                         | Seul        | Nowon-gu        |
| 715    | Hagye                 | 하계           | 下溪           |                                         | Seul        | Nowon-gu        |
| 716    | Gongneung             | 공릉           | 孔陵           |                                         | Seul        | Nowon-gu        |
| 717    | Taereung-ipgu         | 태릉입구       | 泰陵入口       | Linea 6                                 | Seul        | Nowon-gu        |
| 718    | Meokgol               | 먹골           | 먹골           |                                         | Seul        | Jungnang-gu     |
| 719    | Junghwa               | 중화           | 中和           |                                         | Seul        | Jungnang-gu     |
| 720    | Sangbong              | 상봉           | 上鳳           | Linea Gyeongui-Jungang Linea Gyeongchun | Seul        | Jungnang-gu     |
| 721    | Myeonmok              | 면목           | 面牧           |                                         | Seul        | Jungnang-gu     |
| 722    | Sagajeong             | 사가정         | 四佳亭         |                                         | Seul        | Jungnang-gu     |
| 723    | Yongmasan             | 용마산         | 龍馬山         |                                         | Seul        | Jungnang-gu     |
| 724    | Junggok               | 중곡           | 中谷           |                                         | Seul        | Gwangjin-gu     |
| 725    | Gunja                 | 군자           | 君子           | Linea 5                                 | Seul        | Gwangjin-gu     |
| 726    | Eorin Idae Gongweon   | 어린이대공원   | 어린이大公園   |                                         | Seul        | Gwangjin-gu     |
| 727    | Geondae-ipgu          | 건대입구       | 建大入口       | Linea 2                                 | Seul        | Gwangjin-gu     |
| 728    | Ttukseom yuwonji      | 뚝섬유원지     | 뚝섬遊園地     |                                         | Seul        | Gwangjin-gu     |
| 729    | Cheongdam             | 청담           | 淸潭           |                                         | Seul        | Gangnam-gu      |
| 730    | Gangnam-gucheong      | 강남구청       | 江南區廳       | Linea Bundang                           | Seul        | Gangnam-gu      |
| 731    | Hakdong               | 학동           | 鶴洞           |                                         | Seul        | Gangnam-gu      |
| 732    | Nonhyeon              | 논현           | 論峴           | Linea Sinbundang (2022)                 | Seul        | Gangnam-gu      |
| 733    | Banpo                 | 반포           | 盤浦           |                                         | Seul        | Seocho-gu       |
| 734    | Express Bus Terminal  | 고속터미널     | 高速터미널     | Linea 3 Linea 9                         | Seul        | Seocho-gu       |
| 735    | Naebang               | 내방           | 內方           |                                         | Seul        | Seocho-gu       |
| 736    | Isu                   | 이수           | 梨水           | Linea 4                                 | Seul        | Dongjak-gu      |
| 737    | Namseong              | 남성           | 南城           |                                         | Seul        | Dongjak-gu      |
| 738    | Sungsildae-ipgu       | 숭실대입구     | 崇實大入口     |                                         | Seul        | Dongjak-gu      |
| 739    | Sangdo                | 상도           | 上道           |                                         | Seul        | Dongjak-gu      |
| 740    | Jangseungbaegi        | 장승배기       | 장승배기       |                                         | Seul        | Dongjak-gu      |
| 741    | Sindaebang samgeori   | 신대방삼거리   | 新大方삼거리   |                                         | Seul        | Dongjak-gu      |
| 742    | Boramae               | 보라매         | 보라매         |                                         | Seul        | Yeongdeungpo-gu |
| 743    | Sinpung               | 신풍           | 新豊           |                                         | Seul        | Yeongdeungpo-gu |
| 744    | Daerim                | 대림           | 大林           | Linea 2                                 | Seul        | Yeongdeungpo-gu |
| 745    | Namguro               | 남구로         | 南九老         |                                         | Seul        | Guro-gu         |
| 746    | Gasan Digital Complex | 가산디지털단지 | 加山디지털團地 | Linea 1                                 | Seul        | Geumcheon-gu    |
| 747    | Cheolsan              | 철산           | 鐵山           |                                         | Gyeonggi-do | Gwangmyeong     |
| 748    | Gwangmyeong sageori   | 광명사거리     | 光明사거리     |                                         | Gyeonggi-do | Gwangmyeong     |
| 749    | Cheonwang             | 천왕           | 天旺           |                                         | Seoul       | Guro-gu         |
| 750    | Onsu                  | 온수           | 溫水           | Linea 1                                 | Seoul       | Guro-gu         |
| 751    | Kkachiul              | 까치울         | 까치울         |                                         | Gyeonggi-do | Bucheon         |
| 752    | Bucheon Stadium       | 부천종합운동장 | 富川綜合運動場 | Linea Seohae (2021)                     | Gyeonggi-do | Bucheon         |
| 753    | Chunui                | 춘의           | 春衣           |                                         | Gyeonggi-do | Bucheon         |
| 754    | Gyenam                | 계남           | 桂南           |                                         | Gyeonggi-do | Bucheon         |
| 755    | Municipio di Bucheon  | 부천시청       | 富川市廳       |                                         | Gyeonggi-do | Bucheon         |
| 756    | Sangdong              | 상동           | 上洞           |                                         | Gyeonggi-do | Bucheon         |
| 757    | Samsan Gymnasium      | 삼산체육관     | 三山體育館     |                                         | Incheon     | Bupyeong-gu     |
| 758    | Gulpocheon            | 굴포천         | 掘浦川館       |                                         | Incheon     | Bupyeong-gu     |
| 759    | Bupyeong-gu Office    | 부평구청       | 富平區廳       | Linea 1 Incheon                         | Incheon     | Bupyeong-gu     |

### Piani futuri
Apertura prevista per il mese di giugno 2021.
| Codice | Stazione | Hangeul | Hanja | Collegamenti    | Dist. totale | Dist. interst. | Posizione | Posizione |
| ------ | -------- | ------- | ----- | --------------- | ------------ | -------------- | --------- | --------- |
| 760    | Sangok   | 산곡    | 山谷  |                 | 58.7         | 1,6            | Incheon   | Seo-gu    |
| 761    | Seongnam | 석남    | 石南  | Linea 2 Incheon | 61,0         | 2,3            | Incheon   | Seo-gu    |